# Ministerio de Energías (Bolivia)
El Ministerio de Energías de Bolivia es el ministerio rector en el sector energético en Bolivia. Tiene dos viceministerio: Viceministerio de Electricidad y Energías Alternativas y Viceministerio de Altas Tecnologías Energéticas. El actual ministro de Energía es Franklin Molina Ortiz.

## Ministro
El ministro de Energía es Rafael Alarcón Orihuela:
- Rafael Alarcón Orihuela